# Hrabstwo Rio Grande
Hrabstwo Rio Grande (ang. Rio Grande County) – hrabstwo w stanie Kolorado w Stanach Zjednoczonych. Obszar całkowity hrabstwa obejmuje powierzchnię 912,34 mil2 (2 362,95 km²). Według danych z 2010 r. hrabstwo miało 11 982 mieszkańców. Hrabstwo powstało 10 lutego 1874 roku, a jego nazwa pochodzi od rzeki Rio Grande, co z języka hiszpańskiego można przetłumaczyć jako wielka rzeka.

## Sąsiednie hrabstwa
- Hrabstwo Saguache (północ)
- Hrabstwo Alamosa (wschód)
- Hrabstwo Conejos (południe)
- Hrabstwo Archuleta (południowy zachód)
- Hrabstwo Mineral (zachód)

## Miasta
- Center
- Del Norte
- Monte Vista
- South Fork

## CDP
- Alpine
- Gerrard